# Inglewood (Nowa Zelandia)
Inglewood – miasto w Nowej Zelandii. Położone w zachodniej części Wyspy Północnej, w regionie Taranaki, 3127 mieszkańców. (dane szacunkowe – styczeń 2010).